# Johann Jakob Mnioch
Johann Jakob Mnioch (* 13. Oktober 1763 in Elbing; † 22. Februar 1804 in Warschau) war ein preußischer Philologe, Schriftsteller und Philosoph.

## Leben
Johann Jakob Mnioch wurde entgegen der lange verbreiteten Meinung „am 13. Oktober 1763 – nicht 1765 – geboren“ und verbrachte seine Kindheit im Gebiet des heutigen Polen. Nachdem er zwischen 1783 und 1784 in Königsberg Philologie studiert hatte, setzte Mnioch sein Studium von 1785 bis 1787 in Jena fort, wo Johann Gottfried Herder und Johann Wilhelm Ludwig Gleim zu seinen Förderern gehörten. Ab 1787 lebte er in Halle, wo er als Hauslehrer tätig war und mit August Lafontaine in Kontakt kam.
1789 nahm der 26-jährige Mnioch die Stelle des Rektors der Knabenschule zu Neufahrwasser in Ostpreußen, heute Nowy Port (Gdańsk) an, wo er auch den Töchtern der Honoratioren Privatunterricht erteilte. Dort gehörte die literarisch begabte Maria Schmidt zu seinen Schülerinnen. Zwischen 1790 und 1793 war Mnioch Mitglied der Danziger Freimaurerloge „Zum goldenen Leuchter“. In dieser Zeit wurde er mit Johann Gottlieb Fichte bekannt, der in den Jahren 1791/1792 als Hauslehrer auf Schloss Krockow lebte.
1793 verlor Mnioch seine Rektorenstelle, weil die Schule geschlossen wurde; das Versprechen, ihn bei der Reform des Danziger Gymnasiums zu berücksichtigen, wurde nicht gehalten. Im Jahr darauf heiratete Mnioch seine ehemalige Schülerin Maria Schmidt „im sechzehnten Jahr ihres Lebens“. Innerhalb weniger Jahre bekam das Paar zwei Kinder und zog ins benachbarte Danzig, wo Mnioch ein geringes „Warte-Geld“ bezog. 1796 erfolgte Mniochs Berufung zum Assessor bei der Lotteriedirektion in dem preußisch gewordenen Warschau. Dort begegnete er dem jungen Julius Eduard Hitzig, der Mnioch später folgendermaßen beschrieb: „Wie ein Koloß [...] ragte M. hervor, ein Mann, wie er zusetzt, den seine Zeit nicht genug erkannt hat, weil sein Schicksal wollte, daß überall, wo er seine Stimme erhob, Größere als er, gleichzeitig, das Ähnliche auszusprechen suchten.“
1797 starb seine Frau 20-jährig während der Geburt ihres dritten Kindes. Der Witwer blieb weiterhin literarisch aktiv und stand unter anderem mit Christoph Martin Wieland, Ludwig Tieck und E. T. A. Hoffmann in persönlichem oder brieflichem Kontakt. Mnioch starb am 22. Februar 1804 an einem „Schlagfluß“. Zwölf Jahre nach seinem Tod heiratete seine Tochter Doris den Schriftsteller und Übersetzer Friedrich Wilhelm Neumann.

## Wirken
Als Dichter trat Mnioch schon als Einundzwanzigjähriger auf. Beiträge von ihm erschienen unter anderem im Deutschen Museum (1787) von Heinrich Christian Boie, in Wielands Der Teutsche Merkur (1788) und in verschiedenen Anthologien Herders. Mniochs bekannteste Dichtung Hellenik und Romantik wurde erstmals 1802 im Schlegel-Tieck’schen Musenalmanach veröffentlicht. Mnioch verfasste hauptsächlich Essays und Gedichte, der Großteil seiner Werke erschien im Verlag von Christian Gotthelf Anton in Görlitz. 
Auf Zacharias Werner soll Mnioch beispielsweise „einen entschiedenen Einfluß“ gehabt haben; „durch ihn wurde Werner auch für die Freimaurerei begeistert. Den Häuptern der Romantik fühlten sich beide verwandt; von mystisch-schwärmerischen Neigungen aber blieb Mnioch jedoch frei“.
Die (unbeabsichtigt) weiteste Verbreitung hat wohl ein zweiseitiges Zitat aus den 1799 veröffentlichten Ideen über Gebetsformeln gefunden, welches der Igensdorfer Pfarrer Johann Heinrich Witschel 1803 seiner Spruchsammlung Morgen- und Abendopfer in Gesängen als Einleitung vorangestellt hatte.
In seinen Aufsätzen bediente sich Mnioch meist einer pädagogisch-erklärenden Schreibweise, wie folgender Auszug aus dem Essay Über das Duell, enthalten im zweiten Bändchen der postum erschienenen Analekten, veranschaulicht:
„Wir reden vom Zweykampf in regulirten Staaten, deren Gesetze den Zweykampf verbieten, und diesem Privat-Kriege den friedlichen Gerichts-Prozeß substituiren.“ „Es ist sehr wahrscheinlich [...] daß viele Duelle aus Mangel an Energie, ja aus Feigheit eingegangen werden. Man muß sich schlagen, aus Furcht vor den unangenehmen Folgen, wenn man sich der Meinung des Standes widersetzen wollte.“ „Wer gegen das Duell schreibt, kann also, wenn von der Unvernunft desselben die Rede ist, nicht die Duelle als Handlungen eines Einzelnen im Sinne haben, sondern hat die Vorurtheile anzugreifen, die zum Duell überhaupt zwingen.“ „Der Zweykämpf unter Bürgern eines regulirten Staats, dessen Gesetze den Zweykampf verbieten, ist im Einzelnen ein Privatverbrechen, wie jede andre Verletzung der Gesetze. Wenn er aber ein Standes-Prinzip wird, so ist er, in so fern, als ein Staatsverbrechen, als eine eigentliche Revolte zu betrachten, wenigstens ist die Maxime, wonach sich ein ganzer Stand eine Gesetzwidrigkeit sowohl in erklärter allgemeiner Meinung als in Bezug auf einzelne Vorfälle gegenseitig garantirt, eine durchaus revolutionäre [im Sinne von umstürzlerisch] Maxime. In einem Königreiche darf sie am allerwenigsten geduldet werden, wo der Gesetzgeber zugleich der erste General und eigentliches Oberhaupt des militairischen Adels ist. In einer Republik wären Maximen dieser Art auch zwar staatsverbrecherisch, hätten aber doch wenigstens das für sich, daß der Gesetzgeber nicht unmittelbar das Oberhaupt des revoltirenden Standes ist. Wenn man sich nämlich in republikanischen Verfassungen damit entschuldigen kann: der Gesetzgeber habe den einzelnen Stand und seine Ehrbedürfnisse nicht besonders erwogen, so fällt diese Entscheidung ganz hinweg, wo der Legislator und der allgemeinen Gesetze gerade als höchstes Idol dieses Standes verehrt wird. In solchen Staaten läßt sich das Duell sogar für ein Subordinationsverbrechen erklären.“

## Werke (Auswahl)
- Anonym: Gesicht und Weissagung. Ein Lied, in den letzten Tagen des Königes Friederich gesungen, und dem Könige Friedrich Wilhelm gewidmet. Leipzig 1787 (deutsche-digitale-bibliothek.de).
- Anonym: Sechs Gedichtchen Meinen Grossen und Guten in Weimar geschenket. Strankmannische Schriften, Jena 14. August 1786 (deutsche-digitale-bibliothek.de).
- Anonym: Oden eines Preußen. Akademische Buchhandlung, Jena 1786 (google.de).
- Johann Jakob Mnioch: Kleine vermischte Schriften. 3 Bände. Danzig 1794 (deutsche-digitale-bibliothek.de – Nur der erste Band nachweisbar, vgl. Neufeldt S. 96, Anm. 176).
- Johann Jakob Mnioch: Gedichte. Hermsdorf & Anton, Görlitz 1796 (deutsche-digitale-bibliothek.de).
- Johann Jakob Mnioch: Sämtliche auserlesene Schriften. 3 Bände. Hrsg.: Christian Gotthelf Anton. C. G. Anton, Görlitz.
  - Johann Jakob Mnioch: Sämtliche auserlesene Schriften. 3 Bände. Hrsg.: Christian Gotthelf Anton. Erstes Bändchen. Worte der Lehre, des Trostes und der Freude. C. G. Anton, Görlitz 1798 (google.de).
  - Johann Jakob Mnioch: Sämtliche auserlesene Schriften. 3 Bände. Hrsg.: Christian Gotthelf Anton. Zweites Bändchen. Ernst und Laune. C. G. Anton, Görlitz 1799 (google.de).
  - Johann Jakob Mnioch: Sämtliche auserlesene Schriften. 3 Bände. Hrsg.: Christian Gotthelf Anton. Drittes Bändchen. Streit und Friede oder Dornen und Blumen. C. G. Anton, Görlitz 1799 (google.de).
- Johann Jakob Mnioch: Ideen über Gebetsformeln. C. G. Anton, Görlitz 1799.
- Maria Mnioch: Zerstreute Blätter. Hrsg.: Johann Jakob Mnioch. C. G. Anton, Görlitz 1800 (google.de).
- Die Vermählung. Ein Hymnus. Die Entbindung. Eine Romanze. Dem neuen Jahrhundert gewidmet. Goebbels & Unzer, Königsberg 1801.
- Johann Jakob Mnioch: Erläuterungs-Variationen über die Tendenz der Fichteschen Schrift: Bestimmung des Menschen, als populäre Vor- und Nach-Reden zu derselben. C. G. Anton, Görlitz 1801 (google.de).
- Johann Jakob Mnioch: Analekten. 2 Bände. C. G. Anton, Görlitz 1804.
  - Johann Jakob Mnioch: Analekten. Erstes Bändchen. Gedichte. Mit gestochener Titelvignette und einem Nachwort. C. G. Anton, Görlitz 1804 (deutsche-digitale-bibliothek.de).
  - Johann Jakob Mnioch: Analekten. Zweites Bändchen. Vermischte Sachen. C. G. Anton, Görlitz 1804 (deutsche-digitale-bibliothek.de).